# Carlo Annoni
Carlo Annoni (Milano, 3 novembre 1795 – Vittuone, 1º luglio 1879) è stato un religioso, storico e archeologo italiano.

## Biografia
Imparentato con l'omonima nobile famiglia milanese feudataria di Cerro Pieve San Giuliano, Carlo Annoni nacque a Milano il 3 novembre 1795, figlio di Giuseppe, segretario del Regio Demanio austriaco. Era lontano cugino del conte e generale Francesco Annoni di Cerro. Intraprese ancora in giovane età la carriera ecclesiastica venendo ordinato sacerdote nel 1821.
Già da prima del 1829 risulta coadiutore a Villa Albese, poi trasferito ad Incino con la medesima carica ed a partire dal 1830 divenne vicario foraneo della Pieve di Cantù col titolo di parroco della Chiesa di San Paolo dove promosse la creazione di uno stabilimento apposito per la cura dei malati di pellagra.
Ancor più che nel campo ecclesiastico, però, Carlo Annoni si distinse come storico, archeologo e scrittore, pubblicando un notevole saggio nel 1835 dal titolo "Monumenti e storia del borgo di Canturio", circa la storia antica della città di Cantù, che ancora oggi può essere considerato il massimo studio sull'argomento . Nello specifico, si occupò della ricerca storica sul Complesso monumentale di Galliano, la cui ristrutturazione andava compiendosi proprio nei suoi anni di vicariato nella città lombarda, servendosi tra gli altri della collaborazione dell'archeologo ed epigrafista bresciano Giovanni Labus. Si occupò anche della storia dei comuni di Novedrate, Figino Serenza e Settimo Milanese.
Dopo le Cinque giornate di Milano, il 18 aprile 1848 si espresse liberamente nei suoi sentimenti antiaustriaci col popolo di Cantù, schierandosi apertamente per l'annessione del Lombardo-Veneto con il Piemonte sabaudo. Alla restaurazione degli austriaci, le autorità governative chiesero alla curia di Milano di prendere provvedimenti nei confronti del sacerdote e pertanto questi soggiornò dapprima per qualche tempo a Caslino per poi venire trasferito definitivamente il 26 settembre 1853 dall'arcivescovo Carlo Bartolomeo Romilli al ruolo di parroco di Vittuone e vicario foraneo della Pieve di Corbetta, sede meno prestigiosa di quella canturina ma più vicina a Milano, di modo che le autorità ecclesiastiche diocesano potessero controllare meglio il suo operato.

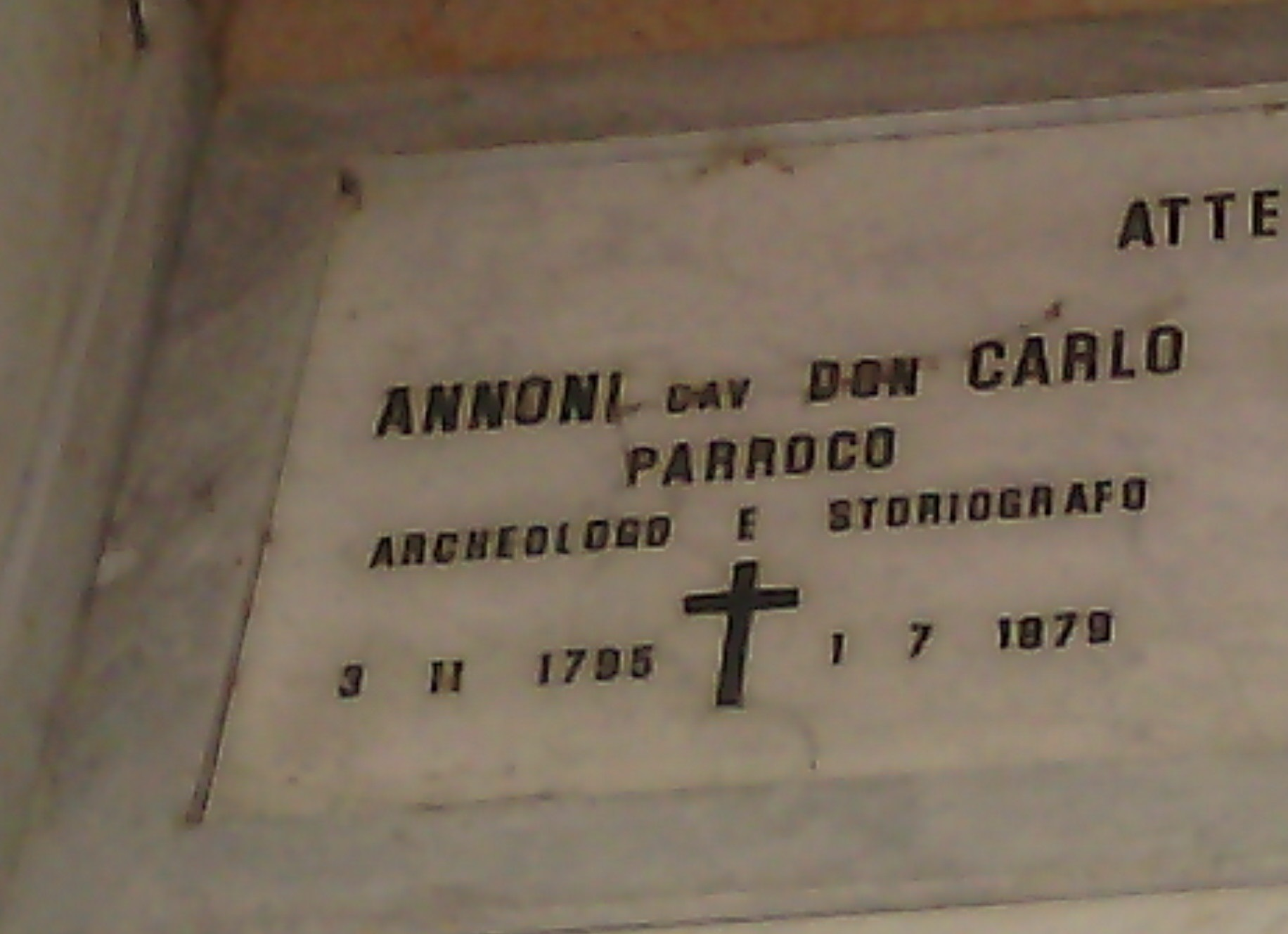
Tomba di Carlo Annoni nel cimitero di Vittuone dove morì mentre era parroco

Durante gli anni del Risorgimento seppe coniugare una grande religiosità con il sentimento nazionale emergente e con un amore della patria, ottenendo il privilegio di celebrare sul campo della Battaglia di Magenta il 5 giugno 1859 un solenne Te Deum alla presenza di Napoleone III e di Vittorio Emanuele II come ringraziamento per la recente vittoria contro gli austriaci. Sostenne poi l'operato dell'arcivescovo milanese Luigi Nazari di Calabiana aiutando la frangia di clero nazionale con tendenze conciliatoriste, che sostenevano quindi pienamente la realtà del nuovo stato italiano. Localmente appoggiò l'operato del prevosto di Corbetta, Nazaro Vitali, pure ispirato dai medesimi ideali. Ottenne per il suo impegno culturale la croce di cavaliere dell'Ordine della Corona d'Italia da re Vittorio Emanuele II.
Questo suo ultimo atteggiamento politico e sociale, gli attirò infine le ire dei cattolici intransigenti, schierati a difesa del potere temporale dei papi e quindi nel 1865 venne costretto a lasciare la cura della propria parrocchia pur conservandone formalmente il titolo e si ritirò a Milano. Nel 1877 sostenne Carlo Collodi nella redazione del suo Giannettino, ritenendolo opera di grandi valori educativi per i fanciulli.
Ormai anziano, fece ritorno a Vittuone solo nel gennaio del 1878, per poi morire un anno dopo, il 1º luglio 1879, venendo sepolto nel cimitero locale.

## Opere principali
- Osservazioni critiche sulla storia d'Italia del cavaliere Luigi Bossi, Como, presso i figli di Carlantonio Ostinelli, 1829
- Memoria storico-archeologica intorno al Piano d'Erba nella provincia di Como, Como, presso i figli di Carlantonio Ostinelli, 1831
- Monumenti e storia del borgo di Canturio, Cantù, 1835
- Documenti spettanti alla storia della Santa Chiesa milanese, la prima volta pubblicati ed offerti a Sua Eminenza il cardinale arcivescovo pel fausto suo arrivo nella pieve di Canturio ad amministrarvi la Cresima il giorno 9 ottobre 1839, Como, Ostinelli, 1839
- Il paese di Caslino nel piano d'Erba: memoria storico-statistica Como, Giorgetti, 1852
- Sopra alcune epigrafi romane esistenti in Corbetta in L'amico cattolico, Milano, 1855
- Saggi di patria archeologica col raffronto di monumenti inediti scoperti, dichiarati ed illustrati, Milano, Tip. Guglielmini, 1856
- Monumenti della prima metà del secolo XI spettanti all'arcivescovo di Milano Ariberto da Intimiano ora collocati nel nostro Duomo, Milano, Alessandro Lombardi, 1872
- Monumenti e fatti politici e religiosi del borgo di Canturio e sua pieve, raccolti ed illustrati da Carlo Annoni proposto-parroco nel borgo stesso e dedicati a monsignor Carlo Romanò vescovo di Como, Cantù, La Grafica, 1991

## Araldica
| Stemma                  | Descrizione                     | Blasonatura |
| Outline of coat of arms | Carlo Annoni Parroco e canonico | D'oro al castello di rosso, alla ghibellina, sostenente una colomba d'argento; col capo d'oro, carico di un'aquila di nero, coronata del campo. Lo scudo è timbrato da un cappello con cordoni e nappe di nero. Le nappe, in numero di sei, sono disposte tre per parte, in due ordini di 1, 2. |